# ロゴジナ
ロゴジナ （アルバニア語: Rrogozhinë, Rrogozhina）はアルバニアのティラナ州の基礎自治体と町である。2015年に旧基礎自治体のロゴジナ、クリェヴィド、シナバライ、レカイおよびゴサが合体した。基礎自治体庁所在地はロコジナ町である。2023年には、基礎自治体の人口は12,567人であり、町の人口は4,727人だった。
サッカークラブはKFエグナティアである。